# Гимбатов, Магомед Гимбатович
Магомед Гимбатович Гимбатов (1 декабря 1953 года, Гергебиль, Гергебильский район Дагестан, РСФСР, СССР) — полковник ФСБ, Герой Российской Федерации (2001).

## Биография
Родился 1 декабря 1953 года в селе Гергебиль Гергебильского района Дагестана. Аварец. В 1971 г. был призван в ряды Советской Армии, службу проходил в Германии. 
В 1976 году поступил в высшую школу КГБ СССР.
12 июня 2001 г. за мужество и самоотверженные действия, проявленные при выполнении спецзадания, Гимбатову Магомеду Гимбатовичу Указом Президента России присвоено звание Героя России.
С 2005 года работал в посольстве Российской Федерации в Монголии, советником чрезвычайного и полномочного посла.

## Награды
- Звание Герой Российской Федерации — указ Президента Российской Федерации № 1677[источник не указан 2484 дня] от 12 июня 2001 года.